# 법정 시간경
법정 시간경(法定時間經)은 기독교에서 하루를 여러 번 나누어 일정한 간격을 놓고 적절한 시간에 정해진 기도를 바치는 것을 말한다. 특히 로마 가톨릭교회에서는 법정 시간경을 ‘신성한 직무’라는 의미의 단어인 성무일도(聖務日禱)라고 부르는데, 그 이유는 하루의 온 과정이 성화되도록 짜인 기도이기 때문이다. 그러나 이 용어는 법적인 직무를 의미하고, 시간마다 기도를 통해서 성화한다는 의미가 잘 드러나지 않아서 오늘날 라틴 전례를 따르는 로마 가톨릭교회에서는 시간 전례(時間典禮)라는 말을 공식적인 용어로 사용하고 있다. 성공회에서는 성무일과(聖務日課)라는 용어를 사용하고 있다.

## 구분
성무일도의 역사에서 성무일도는 그것이 형성된 곳에 따라 주교좌 성무일도(Officium Divinum Cathdrale)와 수도원 성무일도(Officium Divinum Monasticum)으로 크게 구별할 수 있다. 그러나 생성 단계를 지나 발전 단계에서 이 두 부류의 성무일도는 서로 영향을 주어 서서히 섞이고 합하여지는 통합 과정을 겪게 된다. 주교좌 성당에서 성무일도 의무를 수도자들에게 의뢰하기도 하였고, 지역 주교도 수도자가 선출되기도 하였기 때문이다.

## 로마 가톨릭 성무일도
이 전례의 정식 명칭은 시간전례(Liturgia Horarum)이다. 로마 예법의 성무일도(Iuxta Ritum Romanum)라고도 한다. 성무일도를 바쳐야 하는 의무를 진 성직자와 수도 공동체는 성무일도 전체를, 또는 자신의 규범에 따라서 이 전례를 거행해야 한다. 평신도에게도 권장된다. 제2차 바티칸 공의회의 결과로서 1971년에 현재 사용되는 성무일도서가 나왔다. 1985년에 노바 불가타 성경 본문을 사용한 개정판이 나왔다. 한국어판은 1990년에 출간되었다. 한국어판에서는 시편은 최민순역 시편을, 이외의 모든 성경은 공동번역성서에서 따왔다.
네 권으로 이루어진 1985년판 성무일도서에는 1년간의 전례 시기에 바치는 기도문이 수록되어 있다. 《소성무일도》는 이 네 권에서 독서기도를 제외하여 부피를 줄여 한 권으로 만든 성무일도서이다.
1. 제1권. 대림 시기부터 성탄 시기. 대림 제1주일부터 주님 공현 대축일까지의 내용. 성무일도 총지침이 수록되어 있다.
2. 제2권. 사순 시기부터 파스카 성삼일, 부활 시기. 재의 수요일부터 성령 강림 대축일까지의 내용.
3. 제3권. 연중 시기 제1주간부터 제17주간. 연중 시기의 성무일도서는 두 권으로 되어 있다. 제3권에는 연중 시기 17개 주간의 전례 시기 고유 기도문과 부활 시기 후 지내는 주님의 대축일(삼위일체 대축일, 그리스도 성체 성혈 대축일, 예수 성심 대축일)과 1월 13일부터 3월 그리고 5월 12일부터 8월 3일까지의 기념일 기도문이 수록되어 있다.
4. 제4권. 연중 시기 제18주간부터 제34주간. 8월 4일부터 그리스도 왕 대축일 후 연중 제34주간 토요일까지의 전례 시기와 기념일 기도문이 수록되어 있다.

성무일도서에는 하루 일곱 번(소성무일도에서는 네 번)의 기도 시간이 제시되어 있다. 각각의 기도 시간을 시간경이라고 한다. 독서기도(말씀 기도), 아침 기도, 낮 기도 (삼시경, 육시경, 구시경), 저녁 기도, 끝기도. 모든 시간경은 십자성호를 그으면서 하느님 날 구하소서. 주님 어서 오사 나를 도우소서.라는 기도로 시작한다. (독서의 기도 또는 아침 기도 중에서) 그날 처음 바치는 시간경일 경우, 입시울에 십자성호를 그으면서 주여 내 입시울을 열어 주소서. 내 입이 당신 찬미를 전하오리다. 로 시작기도를 하고 시편 95편(또는 100편, 67편, 24편 등)을 외우는 초대송으로 시작한다.

#### 독서기도
독서기도는 전통적으로 동이 트기 전에 바쳐졌다. 그래서 하루의 첫 시간경이 되는 경우가 많으므로 초대송을 바치고 나서 독서기도를 바칠 수 있도록 되어 있다. 그러나 하루 중 어떤 시간에 바치더라도 괜찮다.
1. 초대송이나 시작 기도
2. 시편집이나 기념일 고유 또는 성인 공통의 찬미가
3. 시편기도
4. 계응시구
5. 제1독서(성경)
6. 응송(화답송)
7. 제2독서(교부들의 저술 또는 성인의 전기)
8. 응송(화답송)
9. 축일이나 대축일에는 사은 찬미가
10. 마침기도.
11. 파견.

#### 아침 기도
아침기도는 전통적으로 동이 트는 순간에 바쳐졌다. 독서기도가 처음으로 바치는 시간경이 아닌 경우에는 아침기도 전에 초대송을 한다. 아침기도를 아침미사 직전에 바치는 공동체도 있다.
1. 초대송이나 시작 기도
2. 시편집이나 기념일 고유 또는 성인 공통의 찬미가
3. 두 개나 두개로 갈라 놓은 시편, 한 개의 구약 성경의 찬가(시편기도).
4. 짧은 성경(성경소구)
5. 즈카르야의 노래[3]
6. 청원기도와 주님의 기도
7. 마침기도. 시편집에 있는 마침기도나 기념일일 경우 그날 미사의 본기도
8. 사제나 부제가 있으면 미사 때와 같은 축복을 하고 파견한다. 혼자 기도하거나 사제나 부제가 없으면 주님께서는 저희에게 강복하시고 모든 악에서 보호하시며 영원한 생명으로 이끌어 주소서.라고 한다.

#### 낮 기도
1. 시작기도
2. 찬미가
3. 시편집이나 기념일 고유 또는 성인 공통의 찬미가
4. 세 개나 세 개로 갈라 놓은 시편(시편기도).
5. 성경소구
6. 마침기도

#### 저녁 기도
저녁기도는 전통적으로 해가 지기 직전에 바쳐졌다.
1. 시작 기도
2. 시편집이나 기념일 고유 또는 성인 공통의 찬미가
3. 두 개나 두개로 갈라 놓은 시편, 한 개의 신약 성경의 찬가(시편기도).
4. 짧은 성경(성경소구)
5. 마리아의 노래[4]
6. 청원기도와 주님의 기도
7. 마침기도. 시편집에 있는 마침기도나 기념일일 경우 그날 미사의 본기도
8. 사제나 부제가 있으면 미사 때와 같은 축복을 하고 파견한다. 혼자 기도하거나 사제나 부제가 없으면 주님께서는 저희에게 강복하시고 모든 악에서 보호하시며 영원한 생명으로 이끌어 주소서.라고 한다.

#### 끝 기도
끝 기도는 전통적으로 밤 늦게 바치는 시간경이었기 때문에 그런 이름으로 정해졌다.
1. 시작기도
2. 양심성찰. 하루 중 반성의 시간을 갖기를 권한다. 사제나 부제가 있으면 미사 때와 같은 참회 예식을 할 수 있다.
3. 찬미가. 끝기도 찬미가는 두가지 형식이 있다.
4. 시편기도. 끝기도에서 시편기도는 요일마다 정해져 있지만 제1주일 저녁 기도 후 끝 기도와 제2주일 저녁기도 후 끝 기도의 것을 사용할 수 있다.
5. 성경소구
6. 짧은 응송
7. 시므온의 노래[5]
8. 마침기도
9. 성모찬송가

## 성공회
성공회에서 성무일과는 매일 드리는 기도를 가리킨다.
성공회에서 매일 기도는 보통 아침기도, 한낮 기도, 저녁기도, 밤중기도의 기도문이 세계성공회의 많은 공동기도서에 수록되어 있다.
근현대에 와서는 보통 아침기도와 저녁기도를 드리는 것이 성공회 신앙공동체와 교회의 전통이었다.
이 성무일과는 영국성공회가 종교개혁을 하면서 토머스 크랜머 대주교가 성공회 공동기도서를 만들 때, 수도원 전통의 하루 여덟 번의 기도를 두번의 기도, 아침기도(조도)와 저녁기도(만도)로 변경하였다.
미국성공회는 1979년 공동기도서를 개정하면서 두번 또는 세 번(밤중기도 포함) 드렸던 것을 네 번의 기도, 아침기도, 한낮기도, 저녁기도, 밤중기도로 다시 확대하였다.

### 규칙
대한성공회 2004년 개정판 《성공회 기도서》에서는 성무일과의 규칙을 다음과 같이 정하고 있다.
- 성무일과는 교회나 가정, 그 밖에 어느 곳에서나 알맞은 장소와 시간에 드릴 수 있다.
- 성무일과는 성직자나 또는 평신도 중에서 적절한 사람이면 누구든지 인도할 수 있다.
- 예배 인도자는 알맞은 성서, 성가, 송가들을 미리 준비하고, 성서, 시편, 오늘의 본기도 등은 정해진 성서정과표를 따라 쓰는 것을 원칙으로 하며, 때로는 다른 알맞은 것들을 선택할 수 있다.
- 예배를 간략하게 드리려면 다음에서 몇 가지를 생략할 수도 있다.
  - 오늘의 시편
  - 독서 후 송가
  - 성서 첫째 말씀과 둘째 말씀 중에서 하나
  - 주기도문 후에 오는 소연도
  - 대도와 감사기도
- 특별한 경우가 아니면 성찬례로 이어지지 않는 아침기도만으로는 주일 성찬례를 대신할 수 없다.
- 아침 저녁기도 후에 성찬례가 이어진다면 1독서 후에 입당송과 함께 성찬례를 시작한다. 만일 말씀의 전례를 성무일과로 대체한다면, 2독서는 복음을 읽고 대도와 감사기도 후에 성가를 부른 다음, 죄의 고백과 평화의 인사로 성찬례를 계속할 수 있다.
- 앉고 서는 것은 예배장소의 상황에 따라서 할 수 있으나 통상,  ➀개회성가에서 오늘의 시편 전까지 서고 ➁사도신경부터 주의 기도(소연도 전)까지 서고 ➂마감성가 시에 설 수가 있다. 단순한 예배 때에는 ➁번에서만 설 수도 있다.

### 아침기도
개회성가 또는 묵상으로 시작할 수 있다.

#### 시작송가
- 주여, 우리 입을 열어 주소서.
- 우리가 주님을 찬미하리이다.
- 하느님, 우리를 어서 구원하소서.
- 주여, 우리를 빨리 도와주소서.
- 영광이 성부와 성자와 성령께
- 처음과 같이 지금도 그리고 영원히, 아멘.

#### 오늘의 시편
- 시편

시편아래의 시편 중에 하나를 선택한다.
- 시편 95편
- 어서 와 주님께 기쁜 노래 부르자 ◯ 우리 구원의 바위 앞에서 환성을 올리자.
- 감사노래 부르며 그 앞에 나아가자 ◯ 노랫가락에 맞추어 환성을 올리자.
- 주님은 높으신 하느님, ◯ 모든 신들을 거느리시는 높으신 임금님,
- 깊고 깊은 땅 속도 그분 수중에, ◯ 높고 높은 산들도 그분의 것,
- 바다도 그의 것, 그분의 만드신 것, ◯ 굳은 땅도 그분 손이 빚어내신 것,
- 어서 와 허리 굽혀 경배 드리자. ◯ 우리를 지으신 주님께 무릎을 꿇자.
- 그는 우리의 하나님, 우리는 그의 기르시는 백성, ◯ 이끄시는 양떼, 오늘 너희는 그의 말

씀을 듣게 되리라
◉ 영광이 성부와 성자와 성령께 ◯처음과 같이 지금도 그리고 영원히, 아멘.
- 시편 100편
- 온 세상이여, 주님께 환성을 올려라 ◯ 마음도 경쾌하게 주님을 섬겨라.
- 기쁜 노래 부르며 그분께 나아가거라. ◯ 주님은 하나님, 알아 모셔라.
- 그가 우리를 내셨으니, 우리는 그의 것, 그의 백성, ◯ 그가 기르시는 양떼들이다.
- 감사기도 드리며 성문으로 들어가거라. ◯ 찬양노래 부르며 뜰 안으로 들어가거라.
- 주님 어지시니 감사기도 드리며 ◯ 그 이름을 기리어라.
- 그의 사랑 영원하시니 ◯ 그 미쁘심 대대에 이르리라.
- 영광이 성부와 성자와 성령께 ◯ 처음과 같이 지금도 그리고 영원히, 아멘.

부활주일에서 성령강림주일까지는 아래의 송가를 사용한다.
- 부활송가
- 알렐루야. 과월절 어린양이신 그리스도께서 희생되셨으니, ◯ 이제 우리는 이 절기를 지킵시다.
- 부정과 악습의 묵은 누룩을 깨끗이 치우고 ◯ 순결과 진실의 새 빵을 가지고 지킵시다.
- 부활하신 그리스도께서는 다시 죽는 일이 없고 ◯ 죽음이 다시는 그분을 이기지 못할 것입니다.
- 주님은 단 한번 죽으심으로써 죄의 권세를 꺾으셨고 ◯ 부활하시어 하느님을 위하여 살아 계십니다.
- 이제 우리도 예수와 함께 죽어 죄의 권세에서 벗어나 ◯ 하느님을 섬기며 살아야 합니다.
- 그리스도께서는 죽은 자들 가운데서 살아나셔서 ◯ 죽었다가 부활한 첫 사람이 되셨습니다.
- 죽음이 한 사람으로 말미암아 온 것처럼 ◯ 죽은 자의 부활도 한 사람으로 말미암아 왔습니다.
- 아담으로 인해 모든 사람이 죽은 것과 마찬가지로 ◯ 그리스도 안에서 모든 사람이 살게 될 것입니다. 알렐루야.
- 영광이 성부와 성자와 성령께 ◯ 처음과 같이 지금도 그리고 영원히, 아멘.

성시 끝마다 아래 송영을 한다.
◉ 영광이 성부와 성자와 성령께 ◯ 처음과 같이 지금도 그리고 영원히, 아멘.

#### 성서독서
성서독서는 하나 혹은 둘을 할 수 있다.
- 1독서(2독서)는 ( )의 말씀입니다.
- 성서낭독 후에 독서자는 말한다.
- 이것은 주님의 말씀입니다.
- 하느님께 감사합니다.

#### 독서 후 송가
독서 후 아래의 송가 중 하나를 한다. 2독서까지 있다면 1독서 후에는 즈가리야송가를 2독서 후에는 이사야 첫째송가를 한다. 송가 후 설교를 할 수 있다.
- 즈가리야 송가
- 이스라엘의 주 하느님을 찬미하여라. ◯ 그 백성을 돌아보시어 구원하시고,
- 우리를 위하여 주님의 종 다윗 가문에 ◯ 전능하신 구세주를 세우셨습니다.
- 이는 하느님께서 예로부터 ◯ 예언자들을 통하여 말씀하신 것이며,
- 우리를 원수로부터 구하시고 ◯ 그 손아귀에서 벗어나게 하려 하심입니다.
- 주께서 우리 조상들에게 자비를 베푸시어 ◯ 그 거룩하신 언약을 기억하시고,
- 우리 조상 아브라함에게 맹세하신 대로 ◯ 우리를 원수의 손에서 구해내셨습니다.
- 두려움 없이 주님을 섬기며 ◯ 한 평생을 거룩하고 올바르게 살게 하셨습니다.
- 아가야, 너는 지극히 높으신 하나님의 예언자가 되리니, ◯ 주님보다 앞서 와서 그의 길을 닦으며,
- 주님의 백성에게 그 구원을 알게 하여 ◯ 주님의 용서하심을 얻게 하여라.
- 이는 하느님의 인자하신 덕분이니 ◯ 새벽빛이 위로부터 우리에게 비추시어
- 어둠과 죽음의 그늘 속에 사는 사람들에게 빛을 주시고 ◯ 평화의 길로 이끌어 주시리라.
- 영광이 성부와 성자와 성령께 ◯ 처음과 같이 지금도 그리고 영원히, 아멘.

- 이사야 첫째 송가
- 진정 나를 구원하실 분은 하나님이시니, ◯ 내가 그를 의지하고 두려워하지 않으리라.
- 주님은 나의 힘, 나의 노래이시며, ◯ 나의 구원이십니다.
- 그러므로 너희는 기뻐하며, ◯ 구원의 샘에서 물을 길으리라.
- 그 날, 너희는 이렇게 감사의 노래를 부르리라 ◯ 주님께 감사하여라. 그의 이름을 외쳐불러라.
- 그가 하신 큰일을 만민에게 알려라, ◯ 그 높으신 이름을 잊지 않게 하여라.
- 그가 큰일을 하셨으니 주님을 찬양하며, ◯ 그 모든 일을 온 세상에 알려라.
- 수도 시온아 기뻐 외쳐라. ◯ 너희가 기릴 분은 이스라엘 거룩하신 분이시다.
- 영광이 성부와 성자와 성령께 ◯ 처음과 같이 지금도 그리고 영원히, 아멘.

#### 사도신경
- 나는 믿나이다.
- 전능하신 하느님 아버지, 하늘과 땅의 창조주를 믿나이다.
- 하느님의 외아들, 우리 주 예수 그리스도,
- 성령으로 동정녀 마리아에게 잉태되어 나시고,
- 본티오 빌라도 치하에서 고난을 받으시고,
- 십자가에 못 박혀 죽으시고 묻히셨으며,
- 죽음의 세계에 내려가시어
- 사흘 만에 죽은 자들 가운데서 부활하시고,
- 하늘에 올라 전능하신 하느님 오른편에 앉아 계시며,
- 산 이와 죽은 이를 심판하러 다시 오시리라 믿나이다.
- 성령을 믿으며,
- 거룩한 보편교회와 모든 성도의 상통(相通)을 믿으며,
- 죄의 용서와 몸의 부활을 믿으며, 영원한 생명을 믿나이다. 아멘

#### 주의 기도
- 주께서 이제 여기에
- 우리와 함께 하소서.
- 기도합시다.
- 하늘에 계신 우리 아버지,

온 세상이 아버지를 하느님으로 받들게 하시며,
아버지의 나라가 오게 하시며,
아버지의 뜻이 하늘에서와 같이 땅에서도 이루어지게 하소서
오늘 우리에게 필요한 양식을 주시고
우리가 우리에게 잘못한 이를 용서하듯이 우리의 잘못을 용서하시고
우리를 유혹에 빠지지 않게 하시고 악에서 구하소서
나라와 권세와 영광이 영원토록 아버지의 것이옵니다.

인도자만 서고 모두 앉는다.
- 주여, 우리를 구원하시고 축복하시며
- 이제와 영원토록 우리를 다스리시고 지켜주소서.
- 주여, 날마다 우리가 주님을 찬미하오며
- 주님의 이름을 영원히 찬양하나이다.
- 주여, 오늘 하루도 모든 죄를 멀리하게 하시며
- 우리를 불쌍히 여기시고, 자비를 베푸소서.
- 주여, 우리가 주님을 믿고 따르오니
- 하느님의 자비와 사랑을 우리에게 보이소서.
- 주여, 주님은 우리의 희망이시니
- 우리의 소망이 헛되지 않으리이다.

#### 본기도
교회력에 따른 오늘의 본기도를 드린다.

#### 은혜를 구하는 기도
- 전능하시고 영원하신 하느님, 우리를 지금까지 지켜주셨나이다. 비오니, 우리가 하는 모든 일에서 주님의 뜻을 이루도록 이끌어 주시고, 전능하신 힘으로 우리를 보호하시어 죄에 빠지지 않게 하시며, 모든 역경을 이겨내게 하소서. 우리 주 예수 그리스도를 통하여 기도하나이다. 아멘

#### 선교를 위한 기도
- 구원의 하느님, 성령 안에서 온 교회를 항상 주관하시고 인도하시나이다. 비오니,거룩한 교회의 지체들을 위한 우리의 간구를 들으시고, 주께서 주신 소명을 따라 우리가 신실하게 주님을 섬기게 하소서. 우리 주 예수 그리스도를 통하여 기도하나이다.
- 아멘
- 주님을 찬미합시다.
- 하느님께 감사합니다.
- 별세한 신자들의 영혼이 하느님의 은총으로 평안히 쉬게 하소서. 아멘

만일 교회와 사회를 위한 기도가 없으면 바로 끝기도로 마친다.
여기에서 성가를 부를 수 있다.

#### 교회와 사회를 위한 기도
교회와 사회를 위한 끝에는 아래의 기도 중 하나를 한다.
- 감사기도
- 전능하시며, 자비로우신 하느님, 모든 사람에게 베푸신 은덕을 감사하오며, 주께서 우리를 내시고 보존하시어 축복된 삶을 누리게 하심을 찬양하옵나이다.특별히, 우리 주 예수 그리스도를 통하여 한없는 사랑을 나타내시고, 구원의 성사를 세우시어 우리에게 온갖 은혜와 영광의 희망을 주신 것을 감사하나이다. 간절히 구하오니, 성령으로 우리 마음을 감화하시어 모든 은혜를 깊이 깨닫게 하시고, 입으로만 감사하지 않고 일생 동안 의롭고 선하게 주님을 섬기며 찬양하게 하소서. 우리 주 예수 그리스도를 통하여 기도하며, 성부와 성자와 성령께 영원토록 영예와 영광을 드리나이다.
- 아멘

- 성 크리소스톰 요한의 기도
- 전능하신 하느님, 이 시간 우리에게 은혜를 베푸시어 한 마음으로 기도하게 하시고, 두세 사람이라도 내 이름으로 모여 기도하는 곳에 나도 그들과 함께 있겠다고 예수 그리스도를 통하여 약속하셨나이다. 비오니, 우리 기도를 들으시고, 가장 유익한대로 채워 주시며, 이 세상에서 당신의 진리를 깨닫고 후세에 영원한 생명을 얻게 하소서.

◉ 아멘

#### 끝기도
✝ 우리 주 예수 그리스도의 은총과 하느님의 사랑과 성령으로 하나 됨이 우리 모
두와 함께 하소서.
◉ 아멘
마감성가를 부를 수 있다.

## 같이 보기
- 소성무일도(가톨릭 교회)
- 성무일도 노래집(가톨릭 교회)
- 수도원 성무일도 노래집(가톨릭 교회)